# Emilio Vitali
Emilio Vitali (Milano, 5 luglio 1901 – Milano, gennaio 1980) è stato un pittore italiano, figura molto nota a Milano.

## Biografia
Emilio Vitali nacque nel 1901 da una famiglia benestante di origine ebraica. Dopo aver studiato sotto la guida dei professori Rapetti, Alciati ed Andreoli incomincia la sua carriera artistica nel 1929, anno in cui fu ammesso alla Biennale di Brera, per poi nel 1930 accedere alla Biennale di Venezia.
Nel 1933 venne organizzata presso la Galleria Pesaro di Milano la sua prima personale. Nel 1935 partecipò alla Quadriennale di Roma. A seguito delle deportazioni messe ad atto dai nazi-fascisti fu costretto a scappare con la famiglia in Svizzera. Qui rimase tre mesi nei campi d'internamento per poi, grazie ad importanti conoscenze, trasferirsi a Lugano dove poté continuare la sua attività artistica.
Ritornato a Milano con la liberazione dell'Italia dal dominio nazi-fascista, abbandonerà (anche se non del tutto) la ritrattistica per dedicarsi al paesaggio.
Durante la sua carriera lavorò principalmente a Milano ma anche in altre città europee ed italiane. Luogo molto caro all'artista era la casa di famiglia "Villa Oleandra" sul Lago di Como, oggi di proprietà di George Clooney. Morì a Milano nel gennaio 1980.
Le sue opere sono esposte in numerosi musei mondiali tra cui Museo d'Arte Moderna di Buenos Aires, Galleria d'arte moderna di Milano, Teatro alla Scala, Palazzo Morando, Museo del Novecento, Palazzo Pitti. Fu molto apprezzato dai critici Giorgio Nicodemi ed Orio Vergani.
La sua fama è riconducibile principalmente alla ritrattistica. Egli infatti era molto noto ai membri dell'alta borghesia meneghina, della quale eseguì numerosi ritratti. Fu molto vicino anche al mondo della lirica.

## Opere
- Emilio Vitali, Ritratto di Carlo Galeffi
- Emilio Vitali, Ritratto di Franco Corelli
- Emilio Vitali, Ritratto di Renata Tebaldi
- Emilio Vitali, Ritratto di Cesare Siepi
- Emilio Vitali, Ritratto di Anna Pontremoli Tilche